# 김상렬
김상렬(金相烈, 1947년 ~ )은 대한민국의 소설가이다.
전남 진도에서 출생하였고, 서라벌예대 문예창작과를 졸업하였다. 1975년 《한국일보》 신춘문예에 〈소리의 덫〉이 당선되어 등단하였다. 주요 작품으로 《화상》,《당신의 허무주의》,《즐거운 도둑나라》 등이 있다.